# الدوري التشيلي لكرة القدم 1981
الدوري التشيلي لكرة القدم 1981 (بالإسبانية: Primera División de Chile 1981)‏ هو الموسم 49 من الدوري التشيلي لكرة القدم. كان عدد الأندية المشاركة فيه 16، وفاز فيه كولو-كولو.